# دیوانگان رقص
رقص دونفره یا دیوانگان رقص (انگلیسی: Jitterbugs) یک فیلم کمدی آمریکایی به کارگردانی مالکوم سنت کلیر است که در سال ۱۹۴۳ منتشر شد.

## بازیگران
- استن لورل
- اولیور هاردی
- ویویان بلین
- باب بیلی
- داگلاس فاولی
- نوئل مدیسون
- لی پاتریک
- رابرت امت کین
- گلادیس بلیک
- جیمز بوش
- آنتونی کاروسو
- جیمی کانلین
- فرانسیس فورد
- هریسون گرین
- چارلز هالتون
- جرج مگریل
- برت مورهاوس
- تام کوئین
- سید سیلور
- دیوید تورنس